# Разумный эгоизм
Разу́мный (рациона́льный) эгои́зм — термин, часто используемый для обозначения философско-этической позиции, устанавливающей для каждого субъекта принципиальный приоритет личных интересов субъекта над любыми другими интересами, будь то общественные интересы, либо интересы других субъектов.
Потребность в отдельном термине обусловлена, по-видимому, негативным смысловым оттенком, традиционно связываемым с термином «эгоизм». Если под эгоистом (без уточняющего слова «разумный») часто понимают человека, думающего только о себе и/или пренебрегающего интересами других людей, то сторонники «разумного эгоизма» обычно утверждают, что такое пренебрежение в силу целого ряда причин попросту невыгодно для пренебрегающего и, следовательно, представляет собой не эгоизм (в виде приоритета личных интересов над любыми другими), а лишь проявление жадности или даже завышение собственного Я. Разумный эгоизм в бытовом понимании — это умение жить собственными интересами, не противореча интересам других.
В то время как эгоизм в традиционном смысле может показаться наиболее выгодной стратегией для каждого индивида в каждом конкретно взятом случае, этот же индивид может проиграть от её распространения в обществе, что доказывается в математической теории игр на примере Дилеммы заключённого. Стратегия же разумного эгоизма позволяет избежать этой проблемы, поскольку (в отличие от неразумного, иррационального эгоизма) учитывает долгосрочные последствия решения в контексте жизни индивида в обществе, позволяя ради определенной перспективы поступиться сиюминутной выгодой.

## История
Концепция разумного эгоизма начала формироваться в Новое время, первые рассуждения на эту тему встречаются уже в трудах Спинозы и Гельвеция, но в полном объёме была представлена только в романе Чернышевского «Что делать?». В XX веке идеи разумного эгоизма возрождает Айн Рэнд в сборнике эссе «Добродетель эгоизма», повести «Гимн» и романах «Источник» и «Атлант расправил плечи». В философии Айн Рэнд разумный эгоизм неотделим от рационализма в мышлении и объективизма в этике. Также разумным эгоизмом занимался психотерапевт Натаниэль Бранден.